# グレン・ヒューズ

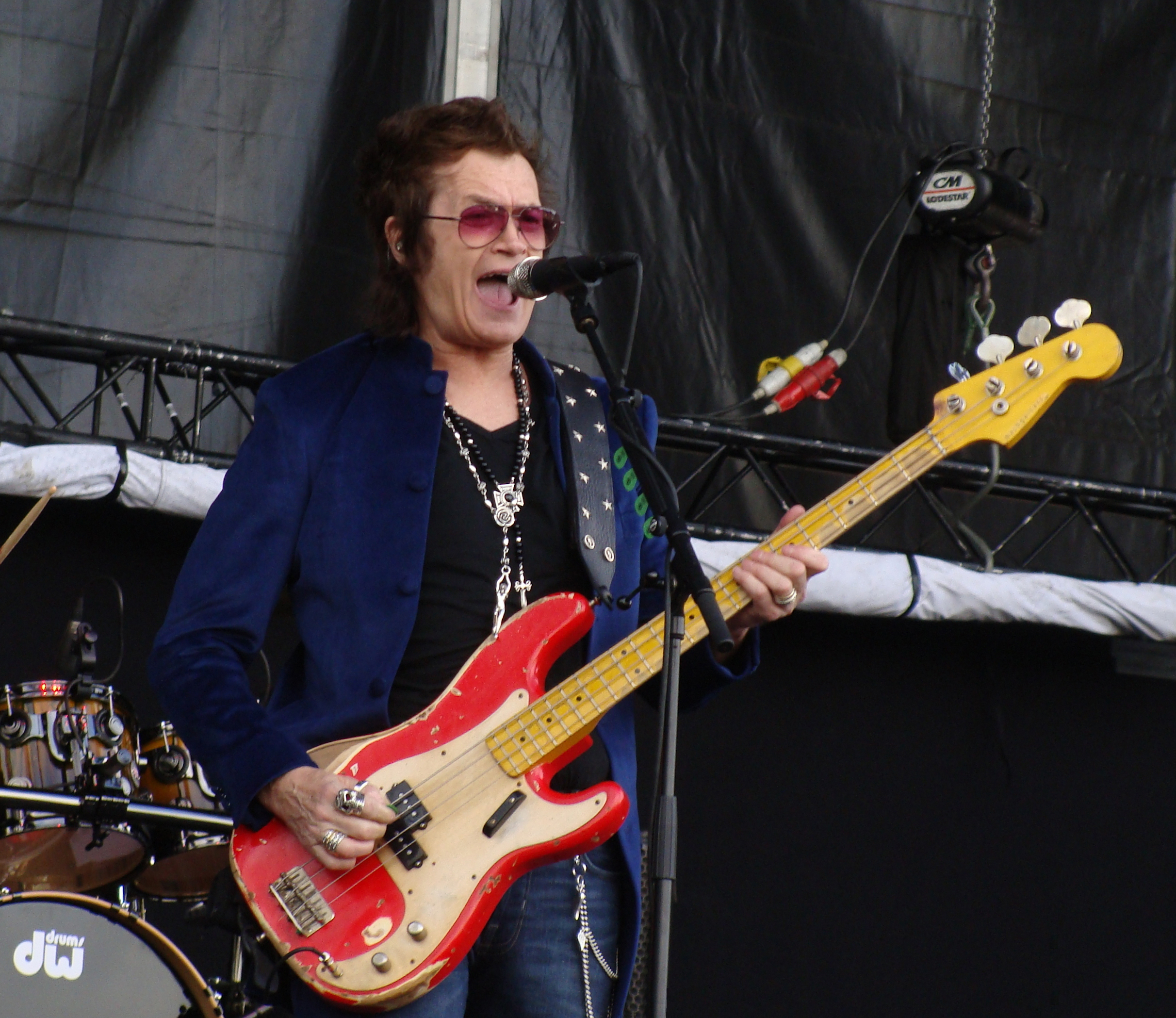
ブラック・カントリー・コミュニオンで演奏するグレン・ヒューズ（2011年）

グレン・ヒューズ（Glenn Hughes、1951年8月21日 - ）は、イギリス出身のベーシスト兼ボーカリスト。1970年にトラピーズのメンバーとしてデビューし、1974年に第3期ディープ・パープルに加入して世界的な注目を浴びた。
2023年現在に至るまで、様々なバンドやプロジェクトでの活動と並行してソロ名義の活動を続けている。

## 略歴
1951年、スコットランド・グラスゴー・キャノックで生まれる。

ディープ・パープル時代 (前列左端、1976年)

1968年、トラピーズにベーシスト兼ボーカリストとして加入して、レコーディング・キャリアをスタート。トラピーズは翌1969年にクインテットとしてムーディー・ブルースが設立したスレッショルド・レコードと契約して、1970年にデビュー・アルバム『トラピーズ』を発表。その直後、ハード・ロックやブルース・ロックを演奏するトリオになり、『メデューサ』（1970年）と『連動』（1972年）の2作のアルバムを発表した。
1973年、ヒューズはロジャー・グローヴァーの後任の3代目ベーシストとして、第3期ディープ・パープルにスカウトされた。彼はソウルフルな声を持つボーカリストとしての実力も発揮して、同時期に加入したデイヴィッド・カヴァデールと時としてリード・ボーカリストの任を共有した。第3期ディープ・パープルは1974年3月にアルバム『紫の炎』を発表し、同時にアメリカ・ツアーを開始。4月6日にはカリフォルニア州で開かれたカリフォルニア・ジャムに出演し、ヒューズも一躍有名になった。彼はカヴァデールと共に、ディープ・パープルの音楽にソウル・ミュージックやファンキー・ミュージックの要素をもたらした。
1976年、第4期ディープ・パープルが解散。ヒューズはソロ活動を始め、翌1977年7月、トラピーズ時代の同僚と制作した初のソロ・アルバム『燃焼』を発表。その後、活動の拠点をアメリカへ移した。
1982年にギタリストのパット・スロールと共にヒューズ/スロール名義で作品を発表。

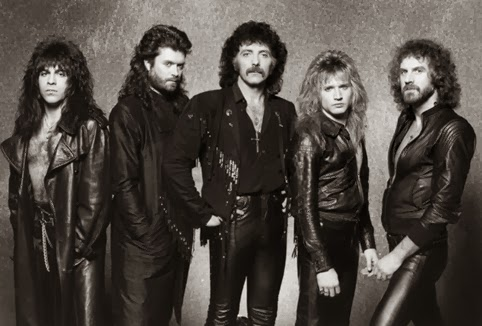
ブラック・サバス時代 (左から2人目、1986年)

1985年にはボーカリスト兼ベーシストとしてゲイリー・ムーアの『ラン・フォー・カヴァー』、1986年にはボーカリストとしてブラック・サバスのトニー・アイオミのアルバム『セヴンス・スター』に参加する。ハードロック・バンド、ヨーロッパのメンバーであるギタリスト、ジョン・ノーラムと活動中にドラッグの問題でスウェーデンから強制退去を命じられる。脱ドラッグのリハビリテーションを行い、1991年にKLFのシングル「America:What time is Love」にボーカルとして参加し再デビューする。1992年、ヒューズがリード・ボーカルを担当したジョン・ノーラムのアルバム『フェイス・ザ・トゥルース』が発表される。
2002年にはジョー・リン・ターナーとのヒューズ・ターナー・プロジェクトを開始し、その後、自身のソロ・バンドにレッド・ホット・チリ・ペッパーズのチャド・スミスを迎えて、『ソウル・ムーヴァー』（2005年）などの作品を発表した。2010年にはジョー・ボナマッサ、デレク・シェリニアン、ジェイソン・ボーナムと共にブラック・カントリー・コミュニオンを結成し、同年発表のデビュー・アルバムは全英アルバムチャートでトップ20入りするヒットとなった。
2016年、ディープ・パープルがロックの殿堂入りを果たし、ヒューズは8名の受賞者に含まれた。

## ディスコグラフィ

### スタジオ・アルバム
- 『燃焼』 - Play Me Out (1977年)
- 『シング・ザ・ブルーズ』 - L.A. Blues Authority Volume II: Glenn Hughes – Blues (1993年)
- 『フロム・ナウ・オン』 - From Now On... (1994年)
- 『フィール』 - Feel (1995年)
- 『アディクション』 - Addiction (1996年)
- 『ザ・ウェイ・イット・イズ』 - The Way It Is (1999年)
- 『リターン・オブ・クリスタル・カルマ』 - Return of Crystal Karma (2000年)
- A Soulful Christmas (2000年) ※ヒューズの個人レーベル「ピンク・クラウド・レコード」からの自主製作盤
- 『ビルディング・ザ・マシーン』 - Building the Machine (2001年)
- 『ソングス・イン・ザ・キー・オブ・ロック』 - Songs in the Key of Rock (2003年)
- 『ソウル・ムーヴァー』 - Soul Mover (2005年)
- 『ミュージック・フォー・ザ・ディヴァイン』 - Music for the Divine (2006年)
- 『ファースト・アンダーグラウンド・ニュークリア・キッチン』 - First Underground Nuclear Kitchen (2008年)
- 『レゾネイト』 - Resonate (2016年)

### ライブ・アルバム
- 『バーニング・ジャパン・ライヴ』 - Burning Japan Live (1994年)
- Freak Flag Flyin' (2003年) ※ヒューズの個人レーベル「ピンク・クラウド・レコード」からの自主製作盤
- 『ソウルフリー・ライヴ・イン・ザ・シティー・オヴ・エンジェルズ』 - Soulfully Live in the City of Angels (2004年) ※CD & DVD
- 『ライブ・イン・オーストラリア』 - Live in Australia (2007年) ※CD & DVD
- Live at Wolverhampton (2012年) ※CD & DVD

### コンピレーション・アルバム
- 『ザ・ゴッド・オヴ・ヴォイス』 - The God of Voice: Best of Glenn Hughes (1998年)
- From the Archives Volume I – Incense & Peaches (2000年) ※ヒューズの個人レーベル「ピンク・クラウド・レコード」からの自主製作盤
- Different Stages – The Best of Glenn Hughes (2002年)
- This Time Around (2007年)
- Glenn Hughes Alive Drive (2009年)

### トラピーズ
- 『トラピーズ』 - Trapeze (1970年)
- 『メデューサ』 - Medusa (1970年)
- 『連動』 - You Are The Music...We're Just The Band (1972年)
- Welcome to the Real World - Live 1992 (1993年)
- Way Back to the Bone Live (1998年)

### ディープ・パープル
- 『紫の炎』 - Burn (1974年)
- 『嵐の使者』 - Stormbringer (1974年)
- 『カム・テイスト・ザ・バンド』 - Come Taste The Band (1975年)
- 『メイド・イン・ヨーロッパ』 - Made In Europe (1976年)
- 『ラスト・コンサート・イン・ジャパン』 - Last Concert In Japan (1977年)

### ヒューズ/スロール
- 『ヒューズ/スロール』 - Hughes/Thrall (1982年)

### グレン・ヒューズ/ジェフ・ダウンズ
- 『ザ・ワーク・テープス』 - The Work Tapes (1998年)

### トニー・アイオミ
- 『セヴンス・スター』 - Seventh Star (1986年) ※Black Sabbath featuring Tony Iommi名義
- 『ザ・1996・DEPセッションズ』 - The 1996 DEP Sessions (2004年)
- 『ヒューズド』 - Fused (2005年)

### ヒューズ・ターナー・プロジェクト
- 『ヒューズ/ターナー』 - HTP (2002年)
- 『ライヴ・イン・トーキョー』 - Live in Tokyo (2002年) ※ライブ
- 『ヒューズ/ターナー2』 - HTP2 (2002年)

### ブラック・カントリー・コミュニオン
- Black Country Communion (2010年)
- 2 (2011年)
- Live Over Europe (2011年) ※ライブ
- Afterglow (2012年)
- BCCIV (2017年)

### その他参加作品
- ロジャー・グローヴァー : 『バタフライ・ボール』 - The Butterfly Ball and the Grasshopper's Feast (1974年)
- ジョン・ロード : 『バッハ未完成フーガ』 - Windows (1974年)
- トミー・ボーリン : 『炎のギタリスト』 - Teaser (1975年)
- フェノメナ : 『フェノメナ』 - Phenomena (1985年)
- ゲイリー・ムーア : 『ラン・フォー・カヴァー』 - Run for Cover (1985年)
- フェノメナ : 『ドリーム・ランナー/フェノメナII』 - Dream Runner (1987年)
- ジョン・ノーラム : 『フェイス・ザ・トゥルース』 - Face the Truth (1992年)
- ジョージ・リンチ : 『セイクレッド・グルーヴ』 - Sacred Groove (1993年)
- スティーヴィー・サラス : 『エレクトリック・パウワウ』 - Stevie Salas Presents: The Electric Pow Wow (1993年)
- ブレイズン・アボット : 『リヴ・アンド・ラーン』 - Live and Learn (1995年)
- リッチー・コッツェン : 『ウェイヴ・オブ・エモーション』 - Wave of Emotion (1996年)
- ナイアシン : 『ディープ』 - Deep (1999年)
- エリク・ノーランダー : 『イントゥ・ザ・サンセット』 - Into the Sunset (2000年)
- ケン・ヘンズレー : Blood On The Highway (2007年)
- ケン・ヘンズレー : Love & Other Mysteries (2012年)
- Various Artists : 『ディープ・パープル マシン・ヘッド・トリビュート:リ・マシンド』 - Re-Machined: A Tribute to Deep Purple's Machine Head (2012年)
- ジョー・サトリアーニ : 『ホワット・ハプンズ・ネクスト』 - What Happens Next (2018年)